# 小林雅巳
小林 雅巳（こばやし まさみ、1961年〈昭和36年〉4月24日 - ）は、ラジオNIKKEIアナウンサーである。

## 略歴
明治大学卒業後の1985年、当時のラジオたんぱに入社。以来中央競馬実況を中心に担当している。
自他共に認める万馬券（穴馬券）フリークでもある。また毎回ではないものの、同局の「競馬実況web」や「週刊競馬ブック」などでのコラムでは穴馬券のみならず大の趣味であるパチンコの話がよく出てくる。ちなみに馬券を買うことは自分の仕事の一つと見なしている。
最近では関東主場のG1レースでの実況が多い。2002年から2008年までの秋三冠レース（天皇賞（秋）・ジャパンカップ・有馬記念）の実況を担当していた（但し2002年・2006年のジャパンカップと2002年・2004年の有馬記念（後述）及び2007年は除く）。またまれに関西主場のレースも実況していることがある。その割にクラシック競走での実況は意外に少なく、牡馬は1993年の皐月賞（勝馬：ナリタタイシン）だけで、日本ダービーと菊花賞での実況は未だに実現していない（牝馬ではオークスの実況を5度経験しているが、桜花賞は日本ダービー、菊花賞同様一度も経験していない）。　
2021年4月をもって60歳の定年を迎え、5月以降は再雇用（嘱託）として引き続き実況に携わる。

## エピソード
- 札幌競馬出張中だった1998年9月27日、競馬場内の放送席で顔の左半分が動かなくなる症状に見舞われた。帰京後の精密検査により特発性顔面神経麻痺に冒されていたことが判明。手術・治療により6ヵ月間の休養を余儀なくされる。一説には、前日の9月26日に行われた『第33回札幌3歳ステークス』で生涯初めてとなる馬連②-⑩10万3510円の万馬券を獲り、余りにも喜び過ぎたのが原因ではないかと言われているが、本当の原因は不明[4]。
- 2004年12月26日、有馬記念が行われた中山競馬の後半の実況担当だったが、インフルエンザによる体調不良を起こしたため、この日の前半実況だった山本直也に交替した[5]。
- 2005年にフジテレビ『クイズ$ミリオネア』に解答者として出演、13問目でドロップアウト、12連勝の賞金250万円を獲得した。
- 2021年5月16日のヴィクトリアマイルで勝利したグランアレグリア号に対して「強い！それは何故か？それはこの馬がグランアレグリアだからです」と実況したところ、後輩から「小林さん何が言いたいんですか？」と責められた。

## 現在の担当番組
- 中央競馬実況中継（実況・進行　原則第1放送）[2]
- 競馬が好きだ!
- うまきんIII
- あの日 あの時 あのレース
- 市場実況
- BSイレブン競馬中継[6]（BS11、2016年6月4日から出演）
- うまナビ!イレブン (BS11、2016年6月4日から出演)

## 過去の担当番組
- クイズとにかく30分[2]
- ミュージックギャラリー[2]
- 競馬クリック（現・競馬インパクト）

## ゲーム
- GI-HORSEPARKシリーズ（KONAMI）－ 関西のレース実況担当。関東のレースは山本直也。

## 競馬GI実況歴
- フェブラリーステークス （2000年・2009年）
- 高松宮記念 （2008年・2010年・2012年～2013年）
- 中山グランドジャンプ （2006年～2007年・2009年）
- 皐月賞（1993年）
- 天皇賞（春）（2017年～2019年）
- NHKマイルカップ （1997年～1999年・2001年～2002年・2006年・2009年・2011年・2013年～2014年）
- ヴィクトリアマイル （2016年～2017年・2020年～2023年）
- 優駿牝馬（2003年・2007年～2008年・2015年～2016年）
- 安田記念（1991年～1992年・1996年・2005年・2010年・2012年・2014年・2018年）
- 宝塚記念（2020年）
- スプリンターズステークス （1990年～1991年・1996年・2006年・2009年・2011年～2013年）
- 天皇賞（秋）（2002年～2006年・2008年・2017年～2018年）
- エリザベス女王杯（2021年～2022年）
- ジャパンカップ（2003年～2005年・2008年・2014年～2016年）
- ジャパンカップダート→チャンピオンズカップ  （2004年・2007年・2010年）
- 朝日杯3歳ステークス→朝日杯フューチュリティステークス （1993年・1997年・2000年～2001年）
- 中山大障害（2007年・2023年～）
- 有馬記念（2003年・2005年～2006年・2008年・2017年～2020年）